# Mario Perniola
Mario Perniola (Asti, 20 maggio 1941 – Roma, 9 gennaio 2018) è stato un filosofo e scrittore italiano.
È stato inoltre un teorico dell'arte contemporanea. Ordinario di estetica all'"Università degli Studi di Roma Tor Vergata", diresse il Centro di Studio e di Documentazione "Linguaggio e pensiero" presso la stessa Università e la rivista di studi culturali e di estetica Agalma.

## Biografia
Si forma filosoficamente sotto la guida di Luigi Pareyson presso l'Università di Torino, dove conosce Gianni Vattimo e Umberto Eco. Dal 1966 al 1969 è in stretto contatto col movimento d'avanguardia "Internazionale Situazionista", fondato dal francese Guy Debord con il quale ha intrattenuto un lungo legame di amicizia e di confronto teorico. Nel 1968 si trasferisce a Roma. Professore di estetica all'Università di Salerno dal 1970 al 1983 e successivamente all'Università di Roma Tor Vergata. È stato professore invitato in molte università straniere e centri di ricerca, in Francia, Danimarca, Brasile, Canada, Giappone, USA e Australia. Le sue opere sono state tradotte in molte lingue, anche orientali. È stato ideatore e direttore di Agaragar (1971-1973), espressione dell'avanguardia post-situazionista (in una intervista di Marc Tibaldi a Mario De Paoli, condirettore dei primi tre numeri della rivista, viene raccontata una breve storia di Agaragar). Ha inoltre diretto Clinamen (1988-1992), Estetica news (1988-1995) e, ultimamente, ha ideato il progetto di Ágalma. Rivista di studi culturali e di estetica che ha iniziato le pubblicazioni nel 2000. Muore in seguito ad una malattia il 9 gennaio 2018.

## Pensiero

### Filosofia della letteratura
Il primo interesse della ricerca di Perniola è stato la filosofia della letteratura. Ha esordito con un saggio su Samuel Beckett, pubblicato sulla rivista Tempo presente 4 (1961, n. 9-10), diretta da Nicola Chiaromonte e Ignazio Silone. Successivamente ha pubblicato il volume "Il Metaromanzo" (1966), nel quale studia il fenomeno dell'autoreferenzialità in molti scrittori del Novecento (per esempio Henry James, Joseph Conrad, André Gide, Henry Miller e altri). Il libro fu molto apprezzato dal poeta Premio Nobel Eugenio Montale e sollevò una polemica in cui intervennero Walter Pedullà, Lamberto Pignotti, Angelo Sabatini, Pietro Cimatti, Marina Mizzau e molti altri. La metaletteratura ha continuato ad essere anche negli anni successivi oggetto di interesse e di studio da parte di Perniola. Allo stesso periodo appartiene la frequentazione di Alberto Moravia, Enzo Siciliano, Pier Paolo Pasolini, il quale tuttavia scrisse alcuni versi contro Perniola. Ha collaborato con la rivista letteraria "Nuovi Argomenti".

### Controcultura
A partire dal 1966 Perniola è stato testimone e partecipe delle prime manifestazioni della contestazione studentesca in Europa. Assiste al Convegno "Le Surréalisme" (Centre culturel international de Cerisy-la-Salle, 10-18 luglio 1966), diretto dal filosofo francese Ferdinand Alquié. Con René Loureau e altri, intervenne polemicamente con un documento che critica il Surrealismo. È stato testimone della prima contestazione studentesca radicale all'Università di Strasburgo (novembre-dicembre 1966) in cui viene redatto il pamphlet Della miseria dell'ambiente studentesco. Successivamente incontra il situazionismo, di cui scrive la storia in I situazionisti (1972, ripubblicato da Castelvecchi nel 2005). L'opera principale di questa fase del suo pensiero è L'alienazione artistica (1971), che studia il rapporto tra arte ed economia nell'Antica Grecia e nel Rinascimento, individuando in questi momenti le origini dell'alienazione della creatività che caratterizza la società borghese e capitalistica. La filosofia di Karl Marx da un lato, e la pratica delle avanguardie artistiche (Dadaismo, Surrealismo e il Costruttivismo russo) hanno gettato le basi di un superamento di questa condizione. Anche questo libro ha dato luogo ad una polemica in cui sono intervenuti Giuseppe Bonura, Franco Berardi, Mario Costa, Vittorio Saltini e altri. Ampia e molto argomentata l'introduzione di Pierre Sansot all'edizione francese del libro (Paris, 1977). Dal 1975 al 1977 Perniola collabora alla rivista L'erba Voglio diretta dallo psicoanalista Elvio Fachinelli. Chiude questa fase il volume Bataille e il negativo (1977), in cui il negativo è considerato il motore della storia e della letteratura.

### Post-strutturalismo
Con il volume "La società dei simulacri" (1980), che raccoglie saggi scritti nei due anni precedenti, inizia un'altra fase del pensiero di Perniola, il quale usa il termine di "simulacro" in una accezione molto diversa da quella di Jean Baudrillard, a cui viene generalmente accostato. Rifacendosi a Friedrich Nietzsche e a Pierre Klossowski, con il quale intrattiene un rapporto di affinità intellettuale che si trasformerà successivamente in amicizia, Perniola intende il simulacro come ciò che va al di là del vero e del falso, e perciò è più prossimo al gioco, all'arte e alla cultura, che alla metaﬁsica, all'etica e alle ideologie politiche: esso comporta "un mimetismo che implica la scoperta della precarietà dell'esistenza e la sospensione della soggettività individuale". Egli è perciò estraneo e addirittura polemico nei confronti del postmodernismo, specie nell'uso che la parola assume in Italia, come sinonimo di falsità ed inganno. Ne è prova la polemica che lo oppone a Gianni Vattimo e alla sua teoria nichilistica del "pensiero debole". Nel 1982 pubblica il volume "Dopo Heidegger. Filosofia e organizzazione della cultura", in cui svolge un discorso teorico attraverso categorie tratte dal pensiero di Martin Heidegger per quanto riguarda la filosofia e da Antonio Gramsci per quanto riguarda l'organizzazione della cultura. Con "Transiti. Come si va dallo stesso allo stesso" (1985), viene messa a fuoco la questione di come possa essere pensata l'innovazione: la nozione di transito è già stata pensata da Karl Marx come transizione, da Friedrich Nietzsche come oltrepassamento, da Sigmund Freud come traslazione, da Martin Heidegger come Verwindung. Il punto di arrivo di questa problematica è il rito senza mito. Perniola ne studia le manifestazioni con riferimento alla civiltà dell'Antica Roma, ma ritiene che la nozione sia quanto mai pertinente per comprendere il mondo attuale, anche nei suoi aspetti erotico-sessuali. Queste tesi sono state discusse da Hayden White, Michele Perriera, Carlo Sini, Maurizio Ferraris, Roberto Esposito, Giovanna Borradori e altri.

### Post-umano
A partire dal 1990 Perniola estende la sua ricerca a nuovi campi del sapere. In Del sentire (1991), egli studia un nuovo modo di sentire che ha ben poco che fare con quelli studiati dall'estetica dal XVII al XX secolo: perciò introduce il termine di sensologia per analogia all'ideologia. Non sono più le idee ad influire sul modo di essere delle persone, ma un universo emozionale impersonale, caratterizzato da una esperienza anonima, nella quale ogni esperienza si presenta come qualcosa di già sentito. La sola alternativa sembra il tornare indietro al mondo classico e in particolare all'antica Grecia. Nel volume Il sex appeal dell'inorganico (1994), collega la filosofia con la sessualità. La sensibilità contemporanea ha trasformato le relazioni tra cose ed uomini. L'esperienza sessuale travalica l'atto sessuale e introduce in una nuova percezione del corpo. La sessualità organica è rimpiazzata da una sessualità inorganica, neutra e artificiale indifferente alla bellezza, all'età e alla forma. L'opera di Perniola esplora il ruolo dell'eros, del desiderio e della sessualità in un contesto profondamente influenzato dalla tecnologia e dal cyberpunk. Perniola unisce una interpretazione rigorosa della tradizione filosofica con un esame dettagliato della perversione sessuale. L'Arte e la sua ombra (2000) è una critica radicale delle istituzioni artistiche, che sono dominate da interessi mercantili: contro la mercificazione dell'arte si è levata la protesta dell'anti-arte, la quale tuttavia misconosce il carattere complesso ed enigmatico dell'esperienza artistica e la sostituisce con una comunicazione ludica ed effimera. Nel volume sono oggetto di riflessione artisti (Andy Warhol, Joseph Kosuth), registi (Wim Wenders, Derek Jarman), cineasti (Guy Debord), psicoanalisti (Nicolas Abraham, Maria Torok). Anche questa parte del pensiero di Perniola ha dato luogo a controversie: sono intervenuti tra gli altri Tiziano Scarpa, Franco La Cecla. Inoltre è stata oggetto di alcune tesi di laurea.

### Estetica
Una parte cospicua del lavoro di Perniola riguarda l'estetica e la storia dell'estetica. Nel 1990 pubblica Enigmi. Il momento egizio nella società e nell'arte, nel quale sottolinea il carattere enigmatico dell'arte e rivaluta l'arte simbolica e decorativa. Perniola, traendo spunto da Hegel, sostiene che la nostra società attraversa un "momento egizio", caratterizzato da una reificazione dell'umano e da una umanizzazione del tecnologico. Questo discorso è approfondito in Disgusti (1998), nel quale sono prese in considerazione varie forme della cultura alternativa contemporanea, tutte riconducibili alla categoria del disgusto. In Del sentire cattolico. La forma culturale di una religione universale (2001) focalizza la propria attenzione sulla dimensione estetica e culturale di questa religione, la quale può essere davvero universale solo a condizione di lasciare da parte i dogmi e il moralismo. Le opere storiografiche sono due: Estetica contemporanea. Un panorama globale (2011), che attraverso l'individuazione di sei categorie (vita, forma, conoscenza, azione, sentire e cultura) espone le teorie dei principali pensatori del Novecento non solo occidentali, ma anche extraeuropei. L'altra opera è invece esclusivamente centrata sull'estetica italiana e si intitola Strategie del bello. Quarant'anni di estetica italiana (1968-2008) (2009): in questo lavoro le posizioni dei principali estetici italiani vengono studiate nel loro rapporto con l'eredità storica italiana e con gli aspetti sociali, antropologici e politici di questo quarantennio. Nel complesso Perniola pensa che il sapere e la cultura estetica debbano continuare ad avere un posto privilegiato in Occidente, sfidando l'arroganza dell'establishment politico, la volgarità dei mass-media e la spudoratezza plutocratica. Su queste opere hanno scritto Gillo Dorfles, Franco Ferrarotti, Sergio Givone, Paolo Mieli e altri.

### Filosofia dei media
L'attenzione ai mezzi di comunicazione di massa è stato oggetto degli interessi di Perniola fin dal 1968. In Contro la comunicazione (2004) analizza i loro meccanismi e la dinamica che sta alla base del loro uso, sottolineandone gli aspetti degeneri. In Miracoli e traumi della comunicazione (2009) il problema è affrontato da un punto di vista storico, individuando i quattro eventi-matrice di carattere globale, che hanno segnato gli ultimi decenni del XX secolo e l'avvento del nuovo millennio. Questi sono la rivolta degli studenti nel 1968, la rivoluzione iraniana del 1979, la caduta del Muro di Berlino nel 1989, e l'attacco alle Torri gemelle a New York l'11 settembre 2001. Ciascuno di questi eventi si è presentato sotto il duplice aspetto, a seconda dei punti di vista, del miracolo e del trauma, perché inaspettati. Essi hanno offuscato la differenza tra reale e impossibile. A partire dal nuovo millennio siamo entrati nell'epoca delle valutazioni arbitrarie. Su questi libri sono intervenuti tra gli altri Aldo Grasso e Alfonso Berardinelli.

### Narrativa
Perniola è autore del romanzo Tiresia (1968), ispirato al mito greco dell'indovino Tiresia, che fu trasformato da uomo in donna, e del libro di racconti Del terrorismo come una delle belle arti (2016).  Il romanzo Tiresia è uscito in spagnolo col titolo Tiresias. Devenir-mujer.

### Influenze nei media
Riferimenti alla filosofia controculturale e post-umana di Perniola si possono trovare all'interno della serie cult animata giapponese Serial Experiments Lain.

## Opere
- Il metaromanzo, Milano, Silva, 1966.
- Tiresia, Milano, Silva, 1968. Nuova edizione, Milano, Mimesis, 2019 ISBN 978-88-575-5759-5.
- L'alienazione artistica, Milano, Mursia, 1971.
- Bataille e il negativo, Milano, Feltrinelli, 1977. Nuova edizione, Philosophia sexualis. Scritti su Georges Bataille, Verona, Ombre Corte, 1998. ISBN 88-87009-08-2.
- La società dei simulacri... Bologna, Cappelli, 1980. Nuova edizione, Milano, Mimesis, 2011, ISBN 978-88-575-0496-4.
- Dopo Heidegger. Filosofia e organizzazione della cultura, Milano, Feltrinelli, 1982.
- Transiti. Come si va dallo stesso allo stesso, Bologna, Cappelli, 1985, introduzione alla 2ª edizione a cura dell'autore, 1989.
- Presa diretta. Estetica e politica. Venezia, Cluva, 1986. ISBN 88-85067-25-5.
- Enigmi. Il momento egizio nella società e nell'arte, Genova, Costa & Nolan, 1990. ISBN 88-7648-109-5.
- Del sentire, Torino, Einaudi, 1991, 2002. ISBN 88-06-16254-3.
- Più che sacro, più che profano, Milano, Mimesis, 1992. ISBN 88-85889-34-4.
- Il sex appeal dell'inorganico, Torino, Einaudi 1994, ISBN 88-06-16996-3.
- L'estetica del Novecento, Bologna, Il Mulino, 1997. ISBN 88-15-06028-6.
- Disgusti. Nuove tendenze estetiche, Milano, Costa & Nolan, 1999. ISBN 88-7648-321-7.
- I situazionisti, Roma, Castelvecchi, 1998, 2005. ISBN 88-7615-068-4.
- L'arte e la sua ombra, Torino, Einaudi, 2000, 2004. ISBN 88-06-14737-4.
- Del sentire cattolico. La forma culturale di una religione universale, Bologna, Il Mulino, 2001. ISBN 88-15-08205-0.
- Contro la comunicazione, Torino, Einaudi, 2004. ISBN 88-06-16820-7.
- Miracoli e traumi della comunicazione, Torino, Einaudi, 2009. ISBN 978-88-06-18826-9.
- "Strategie del bello. Quarant'anni di estetica italiana (1968-2008)", Agalma, n. 18, numero monografico a tiratura limitata. ISBN 978-88-8483-980-0 ISSN 1723-0284.
- Estetica contemporanea. Una visione globale, Bologna, 2011. ISBN 978-88-15-14938-1.
- Berlusconi o il '68 realizzato, Milano, Mimesis, 2011. ISBN 978-88-575-0748-4.
- Presa diretta. Estetica e politica. Nuova edizione, Milano, Mimesis, 2012. ISBN 978-88-575-1191-7.
- Da Berlusconi a Monti. Disaccordi imperfetti, Milano, Mimesis, 2013. ISBN 978-88-575-1293-8.
- L'avventura situazionista. Storia critica dell'ultima avanguardia del XX secolo, Milano, Mimesis, 2013. ISBN 978-88-575-1716-2.
- L'arte espansa, Torino, Einaudi, 2015. ISBN 978-88-06-22651-0.
- Del terrorismo come una delle belle arti, Milano, Mimesis, 2016, ISBN 978-88-575-3220-2.
- Estetica italiana contemporanea, Milano, Bompiani, 2017, ISBN 978-88-452-8404-5.
- Tiresia contro Edipo. Vite di un intellettuale disorganico, (a cura di Enea Bianchi), Genova, Il Melangolo, 2021, ISBN 9788869833182.
- Freud, l'inconscio come opposto, (a cura di Milosh F. Fascetti), Milano-Udine, Mimesis, 2023, ISBN 9788857597270.

## Convegni sul pensiero
- TEXTUALITIES AT THE MARGIN: READING PERNIOLA READING

MOBILE (Alabama), U.S.A, 9 maggio 1997
21º Annual Conference of the International Association for Philosophy and Literature – University of South Alabama
Interventi di G. Borradori, Silvana Carotenuto, R. Burch, Anna Camaiti Hostert.
- READING MARIO PERNIOLA: "RITUAL THINKING"

CASTELROTTO (Sud Tirolo), Italia, 29 giugno – 8 luglio 2003
13º Annual International Philosophical Seminar
Interventi di H: Silverman, E.Vogt, T.R.Flynn, M. De Kesel, W. S. Würzer, S. Benso, G.E. Aylesworth, S, Trottein, B.O'Neill
- MARIO PERNIOLA'S TRANSITS: RITUAL THINKING AND THE METABODY

SYRACUSE (U.S.A.)- 22 maggio 2004
28º Annual Conference of the International Association for Philosophy and Literature -
Interventi di G.E. Aylesworth, R.Shane, M.De Kesel.

## Musica
Il compositore statunitense Joseph Di Ponio ha composto un quartetto per archi ispirato all'opera di Mario Perniola, Transiti.

## Teatro
- Socìetas Raffaello Sanzio Cesena, 11-12/11/1989, Sala Lignea della Biblioteca Malatestiana: Disputa sulla natura del teatro.
- Santarcangelo dei teatri XX festival, 27/07/1990. Organizzazione del seminario "Esercizi corporali 1" con la partecipazione di Michel Feher (New York),  Maria Daraki (Atene), Roberto Motta (Recife).
- Santarcangelo dei teatri XXI festival, 9/07/1991. Organizzazione del seminario "Esercizi corporali 2. Preteatro e trance in Italia" con la partecipazione di Alessandro Fersen, Giulio Angioni, Antonio Paradiso e altri.
- Santarcangelo dei teatri 14/07/2012, Gli incontri / Il Premio Lo Straniero et ultra;  Bruna Filippi e Piergiorgio Giacchè incontrano Mario Perniola al Giardino dei libri/Musas.
- Ventiquattro ore, prima rappresentazione assoluta, Porto (Portogallo), 9/11/2016, h. 19:00, Family Film Project 2016,  Auditorio Iac Rivoli H.[50]